# Nécropole nationale de Brandeville
De Nécropole nationale de Brandeville is een begraafplaats met 516 Franse soldaten uit de Eerste Wereldoorlog in de gemeente Brandeville in het departement Meuse in de regio Grand Est.